# Piikainsaaret
Piikainsaaret är en ö i Finland. Den ligger i sjön Hankavesi och Lonkari och i kommunen Rautalampi i den ekonomiska regionen  Inre Savolax ekonomiska region  och landskapet Norra Savolax, i den centrala delen av landet, 290 km norr om huvudstaden Helsingfors. Öns area är 2,5 hektar och dess största längd är 300 meter i nord-sydlig riktning.  Notera att namnet antyder att det är fråga om flera öar.